# Asamblea Anual del Banco Interamericano de Desarrollo

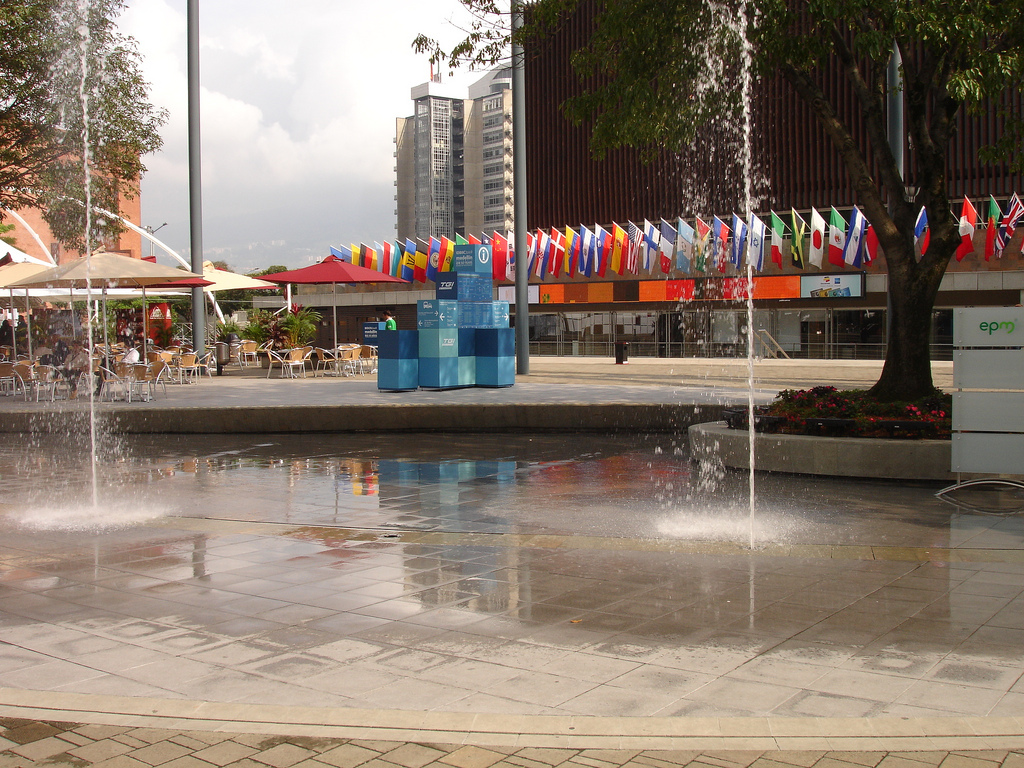
Medellín: exterior de Plaza Mayor en 2009 durante la asamblea. Al fondo se ve el Edificio Inteligente.

La Asamblea Anual de Gobernadores del Banco Interamericano de Desarrollo (en inglés Annual Meeting of the Board of Governors of the Inter-American Development Bank) es la principal autoridad del Banco Interamericano de Desarrollo, cuyos miembros se reúnen anualmente (salvo reuniones extraordinarias) en alguna ciudad de uno de los países miembros. Dichas sedes han sido:
| Ed. | Año  | Ciudad              | País                 |
| --- | ---- | ------------------- | -------------------- |
| 01  | 1960 | San Salvador        | El Salvador          |
| 02  | 1961 | Río de Janeiro      | Brasil               |
| 03  | 1962 | Buenos Aires        | Argentina            |
| 04  | 1963 | Caracas             | Venezuela            |
| 05  | 1964 | Ciudad de Panamá    | Panamá               |
| 06  | 1965 | Asunción            | Paraguay             |
| 07  | 1966 | México, D.F.        | México               |
| 08  | 1967 | Washington D. C.    | Estados Unidos       |
| 09  | 1968 | Bogotá              | Colombia             |
| 10  | 1969 | Ciudad de Guatemala | Guatemala            |
| 11  | 1970 | Punta del Este      | Uruguay              |
| 12  | 1971 | Lima                | Perú                 |
| 13  | 1972 | Quito               | Ecuador              |
| 14  | 1973 | Kingston            | Jamaica              |
| 15  | 1974 | Santiago            | Chile                |
| 16  | 1975 | Santo Domingo       | República Dominicana |
| 17  | 1976 | Cancún              | México               |
| 18  | 1977 | Ciudad de Guatemala | Guatemala            |
| 19  | 1978 | Vancouver           | Canadá               |
| 20  | 1979 | Montego Bay         | Jamaica              |
| 21  | 1980 | Río de Janeiro      | Brasil               |
| 22  | 1981 | Madrid              | España               |
| 23  | 1982 | Cartagena de Indias | Colombia             |
| 24  | 1983 | Ciudad de Panamá    | Panamá               |
| 25  | 1984 | Punta del Este      | Uruguay              |
| 26  | 1985 | Viena               | Austria              |
| 27  | 1986 | San José            | Costa Rica           |
| 28  | 1987 | Miami               | Estados Unidos       |
| 29  | 1988 | Caracas             | Venezuela            |
| 30  | 1989 | Ámsterdam           | Países Bajos         |
| 31  | 1990 | Montreal            | Canadá               |
| 32  | 1991 | Nagoya              | Japón                |
| 33  | 1992 | Santo Domingo       | República Dominicana |
| *   | 1993 | Washington D. C.    | Estados Unidos       |
| 34  | 1993 | Hamburgo            | Alemania             |
| 35  | 1994 | Guadalajara         | México               |
| 36  | 1995 | Jerusalén           | Israel               |
| 37  | 1996 | Buenos Aires        | Argentina            |
| 38  | 1997 | Barcelona           | España               |
| 39  | 1998 | Cartagena de Indias | Colombia             |
| 40  | 1999 | París               | Francia              |
| 41  | 2000 | Nueva Orleans       | Estados Unidos       |
| 42  | 2001 | Santiago            | Chile                |
| 43  | 2002 | Fortaleza           | Brasil               |
| 44  | 2003 | Milán               | Italia               |
| 45  | 2004 | Lima                | Perú                 |
| 46  | 2005 | Okinawa             | Japón                |
| *   | 2005 | Washington D. C.    | Estados Unidos       |
| 47  | 2006 | Belo Horizonte      | Brasil               |
| 48  | 2007 | Ciudad de Guatemala | Guatemala            |
| 49  | 2008 | Miami               | Estados Unidos       |
| 50  | 2009 | Medellín            | Colombia             |
| 51  | 2010 | Cancún              | México               |
| 52  | 2011 | Calgary             | Canadá               |
| 53  | 2012 | Montevideo          | Uruguay              |
| 54  | 2013 | Ciudad de Panamá    | Panamá               |
| 55  | 2014 | Salvador (Bahía)    | Brasil               |
| 56  | 2015 | Busan               | Corea del Sur        |
| 57  | 2016 | Nasáu               | Bahamas              |
| 58  | 2017 | Asunción            | Paraguay             |
| 59  | 2018 | Mendoza             | Argentina            |
| 60  | 2019 | Barranquilla        | Colombia             |